# Березник (Виноградовський район)
Березник (рос. Березник) — селище в Виноградовському районі Архангельської області Російської Федерації.
Населення становить 5302 особи. Органом місцевого самоврядування до 2021 року було Березниковське муніципальне утворення.

## Історія
Від 1937 року належить до Архангельської області.
Від 2004 року належить до муніципального утворення Березниковське муніципальне утворення.

## Населення
| 1920  | 1959  | 1970  | 1979  | 1989  | 2002  | 2009  |
| ----- | ----- | ----- | ----- | ----- | ----- | ----- |
| 698   | ↗3179 | ↗5118 | ↗6071 | ↗7006 | ↘6464 | ↘6390 |
| 2010  | 2011  | 2012  | 2013  | 2014  | 2015  | 2016  |
| ↘6018 | ↘5995 | ↘5883 | ↘5789 | ↘5665 | ↘5552 | ↘5484 |
| 2017  |       |       |       |       |       |       |
| ↘5414 |       |       |       |       |       |       |